# Partula nodosa
Espèce
Statut de conservation UICN

 EW  : Éteint à l'état sauvage
Partula nodosa est une espèce d'escargot terrestre appartenant à la famille des Partulidae. Endémique à l'île de Tahiti, dans les îles de la Société, cette espèce a disparu à l'état sauvage, à la suite de l'introduction d'un escargot carnivore, Euglandina rosea, en 1977.